# Intolerance: Love's Struggle Throughout the Ages
Intolerance: Love's Struggle Throughout the Ages és una pel·lícula muda estatunidenca de David Wark Griffith, estrenada el 1916. Griffith vol respondre amb aquesta pel·lícula a l'acusació de racisme proferida després de El naixement d'una nació. El 1989, el National Film Registry de la Biblioteca del Congrés dels Estats Units la va seleccionar per a la seva preservació degut al seu interès cultural, històric o estètic.

## Argument
Es presenten quatre èpoques en alternança per denunciar la intolerància: la repressió de les vagues, la Massacre del dia de Sant Bartomeu, la Passió de Crist i Babilònia. De la Babilònia antiga al començament del segle xx, una il·lustració en quatre episodis, de la crueltat i de la ferocitat de l'home envers el seu proïsme.
- La resistència del poble de Babilònia a les tropes del rei persa Cirus, és posada en escena. La ciutat no cau més que com a resultat de la traïció del gran sacerdot, gelós de l'èxit d'una divinitat rival.
- La Massacre del dia de Sant Bartomeu és el marc tràgic dels amors d'un soldat catòlic, Prosper Latour, i d'una jove hugonot, Brown Eyes (Brunette).

## Repartiment

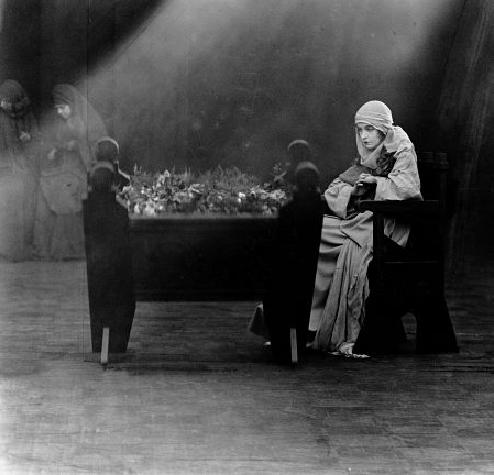
Lillian Gish

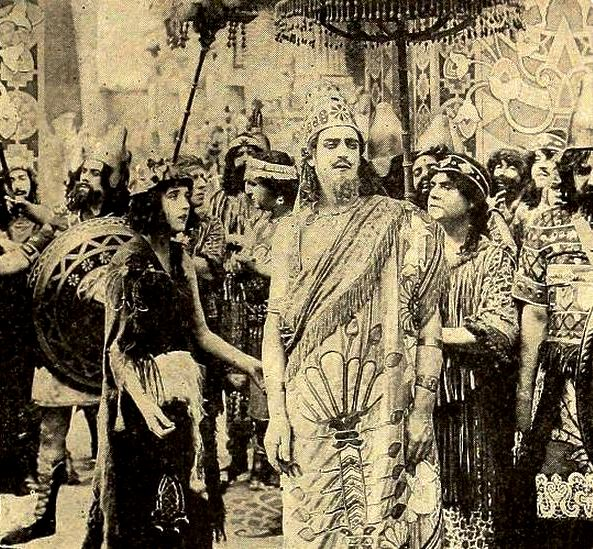
Alfred Paget el príncep Belshazzar

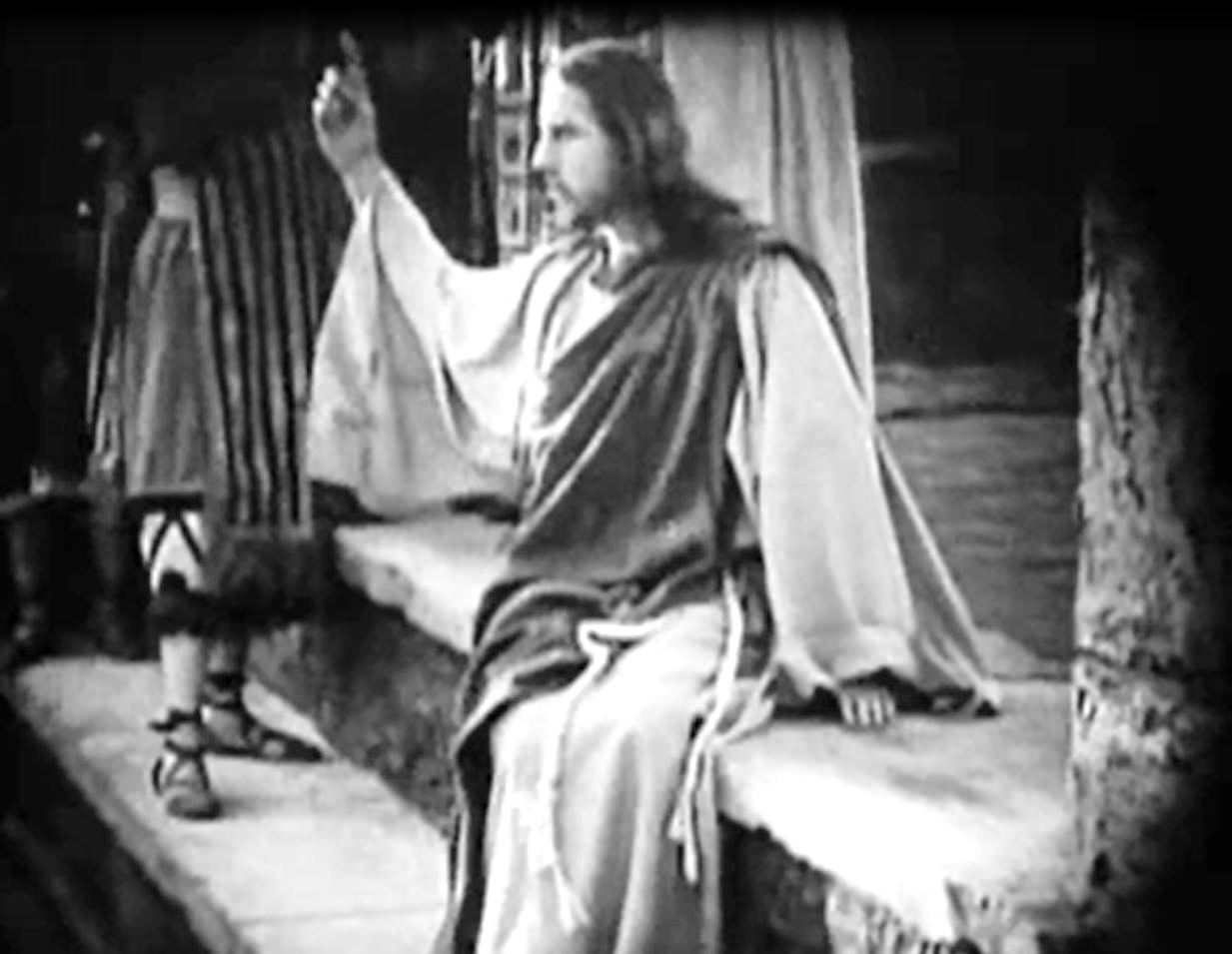
Howard Gaye (Jesucrist) declarant "Aquell que estigui lliure de culpa que llenci la primera pedra."

- Lillian Gish (la dona del bressol)

### El relat del segle XX als Estats Units
- Mae Marsh (l'estimada)
- Robert Harron (el jove)
- F. A. Turner (el pare de l'estimada)
- Miriam Coope (l’Amiga)
- Walter Long (príncep dels baixos fons)
- Tom Wilson (el policia amable)
- Vera Lewis (Miss Mary T. Jenkins)
- Sam De Grasse (Arthur Jenkins)
- Lloyd Ingraham (el jutge)
- Ralph Lewis (el governador)
- A. W. McClure (pare Fathley a la presó)
- Max Davidson (veí de l’Estimada)

### El relat del 1572 a França
- Margery Wilson (Ulls marrons)
- Eugene Pallette (Prosper Latour)
- Spottiswoode Aitken (pare d’Ulls marrons)
- Ruth Handforth (mare d’Ulls marrons)
- Allan Sears (el mercenary)
- Josephine Crowell (Caterina de Mèdici, la reina mare)
- Frank Bennett (Carles IX de França)
- Maxfield Stanley (príncep Henry)
- Joseph Henabery (almirall Coligny)
- Constance Talmadge (Princesa Margarida de Valois)
- W. E. Lawrence (Enric IV de França)

### El relat a l’antiga Babilònia
- Constance Talmadge (la noia de la muntanya)
- Elmer Clifton (el ràpsoda)
- Alfred Paget as Prince Belshazzar
- Seena Owen (favorita de Belshazzar)
- Tully Marshall (alt sacerdot)
- George Siegmann (Cir II el Gran)
- Carl Stockdale (Nabònides, pare de Belshazzar)
- Elmo Lincoln (guarda de Belshazzar)
- Frank Brownlee (germà de la noia de la muntanya)
- The Ruth St. Denis Dancers (ballarines)

### El relat bíblic a Judea
- Howard Gaye (Jesucrist)
- Lillian Langdon (Maria, mare de Jesús)
- Bessie Love (la núvia)
- George Walsh (el nuvi)

### Rols menors
- Mary Alden
- Frank Borzage
- Tod Browning (pinxo)
- Frank Campeau
- Jewel Carmen
- Constance Collier
- Donald Crisp
- Carol Dempster
- Douglas Fairbanks (soldat amb mico)
- Mildred Harris (favorita de l’harem)
- Dell Henderson
- Harold Lockwood
- Wilfred Lucas
- Francis McDonald
- Owen Moore
- Carmel Myers
- Wallace Reid
- Eve Southern
- Pauline Starke
- Erich von Stroheim (segon fariseu)
- Madame Sul-Te-Wan
- Natalie Talmadge
- Ethel Grey Terry
- Herbert Beerbohm Tree
- King Vidor
- John P. McCarthy (guarda de la presó)

## Al voltant de la pel·lícula
Superproducció que va costar més de 1.750.000 dòlars, Intolerance  va fer treballar 60.000 figurants, obrers, tècnics i actors. La intriga de Good Morning, Babylon (1987) dels germans Taviani és desenvolupada en part sobre el rodatge d'Intolerance , els dos personatges principals participen en la creació de decorats. Griffith acabava de fundar amb Thomas Ince i Mack Sennett la firma Triangle. El fracàs comercial de la pel·lícula en va comportar la caiguda.